# Bhatia javana
Bhatia javana är en insektsart som beskrevs av Melichar 1914. Bhatia javana ingår i släktet Bhatia och familjen dvärgstritar. Inga underarter finns listade i Catalogue of Life.